# 舍曼 (汝拉省)
舍曼（法語：Chemin，法語發音：[ʃəmɛ̃] ⓘ）是法国汝拉省的一个市镇，属于多勒区。

## 地理
舍曼（46°58'49"N, 5°18'58"E）面积9.14 平方千米，位于法国勃艮第-弗朗什-孔泰大區汝拉省，该省份为法国东部内陆省份，北起上索恩省，西北接科多尔省，西临索恩-卢瓦尔省，南至安省，东与杜省和瑞士接壤。
与舍曼接壤的市镇（或旧市镇、城区）包括：圣卢、阿努瓦尔、杜河畔隆维、珀瑟、珀蒂努瓦尔。

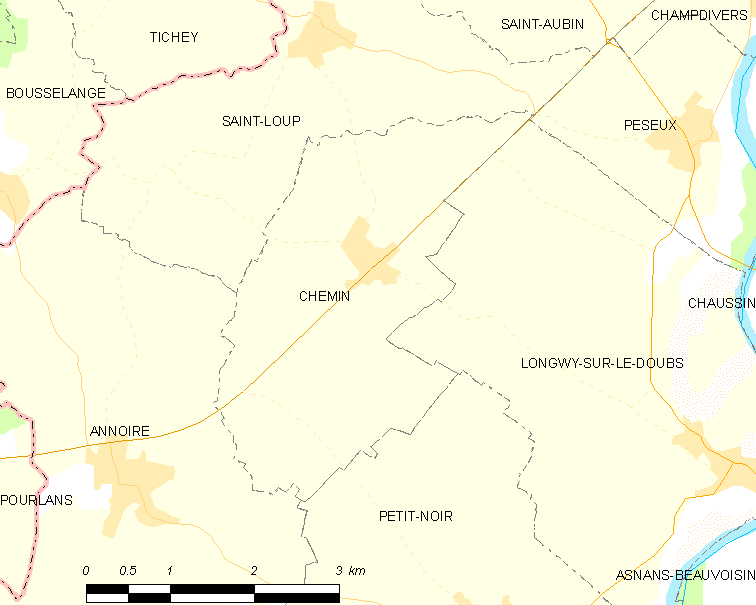
的OSM定位图

舍曼的时区为UTC+01:00、UTC+02:00（夏令时）。

## 行政
舍曼的邮政编码为39120，INSEE市镇编码为39138。

## 政治
舍曼所属的省级选区为塔沃县。

## 人口

1962-2008年间人口变化图示

舍曼于2022年1月1日时的人口数量为317人。